# Burdachia
Burdachia é um género botânico pertencente à família Malpighiaceae.

## Espécies
| - Burdachia atractoides - Burdachia duckei - Burdachia macrocarpa - Burdachia prismatocarpa | - Burdachia pyramidata - Burdachia sphaerocarpa - Burdachia williamsii |